# 2-й Водопровідний провулок (Одеса)
2-й Водопровідний провулок — коротка тупикова вулиця в Одесі, в історичній частині міста Сахалінчик, від Водопровідної вулиці.

## Історія
Назву отримав по прилеглій Водопровідній вулиці.
Канатний завод Новікова, який розташовувався від Канатної вулиці до вулиці Леонтовича уздовж Великої Арнаутської, згодом був реорганізований в акціонерне товариство «Стальканат».